# Christofer Sandin
Per Christofer Sandin, född 13 oktober 1979 i Kållereds församling i Göteborgs och Bohus län, är en svensk före detta friidrottare (sprinter). Han tävlade för först Mölndals AIK och senare (efter 2005) Ullevi FK.
Vid U23-EM i Amsterdam, Nederländerna år 2001 deltog Sandin på 100 meter men slogs ut i försöken på 10,69. Han sprang även, tillsammans med Johan Hed, Johan Engberg och Erik Wahn, korta stafetten men laget diskvalificerades i försöken.
Vid EM i Göteborg 2006 sprang han tillsammans med Daniel Persson, Johan Engberg och Stefan Tärnhuvud korta stafetten men laget slogs ut i försöken.

## Personliga rekord
| Utomhus - 100 meter – 10,48 (Sävedalen 5 juni 2004) - 100 meter – 10,51 (2001) - 100 meter – 10,68 (Stockholm 22 juli 2008) - 150 meter – 15,85 (2005) - 200 meter – 21,22 (Göteborg 1 juli 2001) - 200 meter – 21,22 (Helsingborg 21 augusti 2005) | Inomhus - 60 meter – 6,82 (Göteborg 3 februari 2001) - 60 meter – 6,87 (Göteborg 14 januari 2006) - 200 meter – 21,78 (Göteborg 24 februari 2007) |

### Fotnoter
1. ↑  Wiger 2006, s. 41.
2. ↑  ”Stafett-SM 2007”. http://h24-files.s3.amazonaws.com/151399/452633-nT9Xe.pdf. Läst 28 mars 2015.
3. ↑  ”Stafett-SM 2009”. ifgota.se. Arkiverad från originalet den 4 mars 2016. https://web.archive.org/web/20160304103354/http://www.ifgota.se/result/Uploaded/stafettsm09.html. Läst 29 maj 2013.
4. 1 2 3  ”Stora inne-SM 2007, resultat” (htm). idrottonline.se. Arkiverad från originalet den 11 april 2015. https://web.archive.org/web/20150411214031/http://iof2.idrottonline.se/ImageVaultFiles/id_16670/cf_78/070225ism.HTM. Läst 12 april 2015.
5. 1 2 3 4 5  ”Personsida på AllAthletics” (på engelska). all-athletics.com. Arkiverad från originalet den 1 maj 2016. https://web.archive.org/web/20160501125309/http://www.all-athletics.com/node/74446. Läst 4 juni 2016.
6. ↑  Sveriges befolkning 2000, Version 1.03, Sveriges Släktforskarförbund: Sandin, Per Christofer
7. ↑  ”European Athletics U23 Championships - Amsterdam 2001” (på engelska). european-athletics.org. http://www.european-athletics.org/competitions/european-athletics-u23-championships/history/year=2001/results/index.html. Läst 25 oktober 2017.
8. ↑  ”Em22 dag 3: sanna i särklass i häckförsöken”. friidrott.se. 14 juli 2001. Arkiverad från originalet den 26 oktober 2017. https://web.archive.org/web/20171026002017/http://www.friidrott.se/nyheter.aspx?id=1004. Läst 25 oktober 2017.
9. ↑  ”European Athletics Championships - Göteborg 2006” (på engelska). european-athletics.org. http://www.european-athletics.org/competitions/european-athletics-championships/history/year=2006/results/index.html. Läst 18 april 2017.
10. 1 2 3 4 5 6 7 8  ”Athletics på Christofer Sandins webbplats”. christofersandin.com]. http://christofersandin.com/athletics. Läst 7 juni 2016.
11. 1 2 3  ”Personsida på IAAF:s webbplats” (på engelska]). iaaf.org. http://www.iaaf.org/athletes/sweden/christofer-sandin-183489. Läst 6 juni 2016.